# Senoeseret II
 Senoeseret II was een farao van de 12e dynastie. Zijn naam Senoeseret betekent: "Man van godin Oeseret", zijn tweede naam betekent: "De omtrek van Re is tevoorschijn gekomen".

## Biografie
Net zoals zijn vader was hij eerst drie jaar co-regent. Er is onenigheid over de lengte der dagen van de koning. Manetho legt hem 48 jaar op, maar er wordt algemeen van uitgegaan dat dit overdreven is. Zelfs de 19 jaar die de Turijnse koningslijst geeft is te lang. Ongeveer 7 jaar is wat de geleerden hem geven. Deze tijd is mogelijk te kort, maar dat is omdat er geen bewijzen zijn gevonden na zijn regeringsperiode. Er is gesuggereerd dat hij zijn koningschap ook deelde met zijn zoon Senoeseret III, maar daar zijn de meningen nog over verdeeld.
Het buitenlandse beleid was hetzelfde als het beleid van zijn voorvaders. De relatie met West-Azië was stabiel en vredig. Men vermoedt dat er een fort werd gebouwd rond de tijd van Amenemhat II en Senoeseret II in Nubië, wat betekent dat de relatie met Nubië agressief was. In het binnenland bouwde Senoeseret II een dijk in de Fayoem en groef men onder zijn regering een aantal kanalen. Dit maakte de irrigatie in de Fajoem stabieler, zodat het minder overstroomde.

## Grafschat
In 1889 vond Flinders Petrie "een prachtige gouden ingelegde koninklijke uraeus" die moet hebben behoord bij Senoeserets uit een schatkamer van het koninklijk piramidegraf geroofde grafschat. Ook het graf van prinses Sithathoriunet, een dochter van Senoeseret II, werd ontdekt in een afgescheiden begraafplaats. Daar vond men tal van juwelen uit haar tombe, waaronder borstversieringen (pectoralen) en een kroon of diadeem. Deze staan nu in het Metropolitan Museum te New York, terwijl de kroon zich in het Egyptisch Museum te Caïro bevindt.
In 2009 kondigden Egyptische archeologen de resultaten van hun opgravingen aan. Ze beschreven het ophalen uit een cache van mummies in beschilderde sarcofagen nabij zijn piramide te el-Lahun. Ze stammen uit de faraonische tijd. Volgens het rapport waren dit de eerst mummies die in de met zand overdekte rots rondom de piramide werden aangetroffen.

## Bouwwerken
- De koning bouwde net zoals zijn voorvaders zijn piramide bij El-Lahun
- Acht massieven mastaba's en een kleine piramide voor de koninginnen

## Galerij

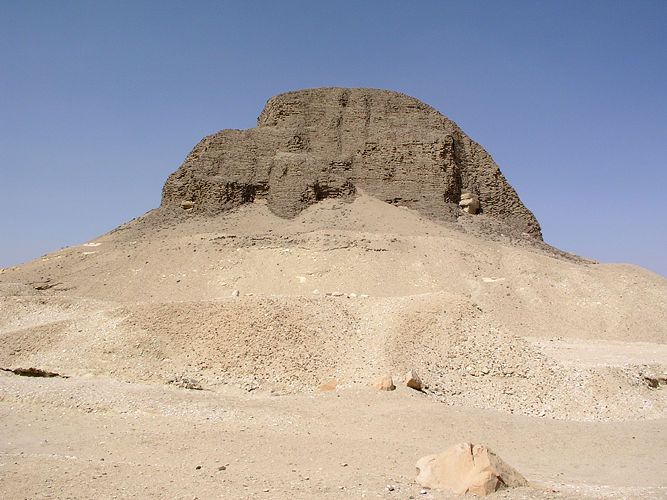
Piramide van Senoeseret II
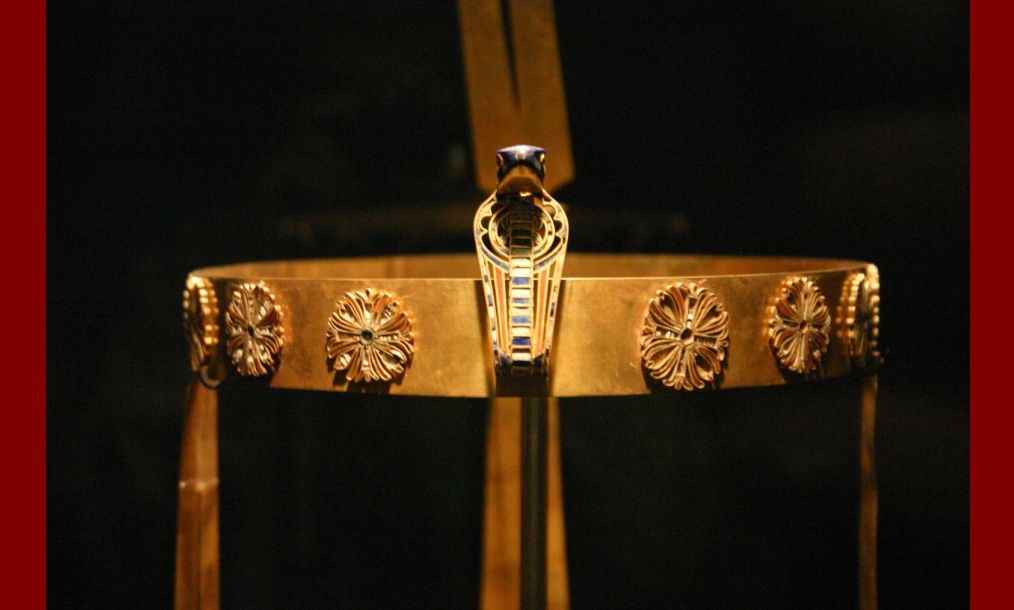
Kroon van prinses Sithathoriunet
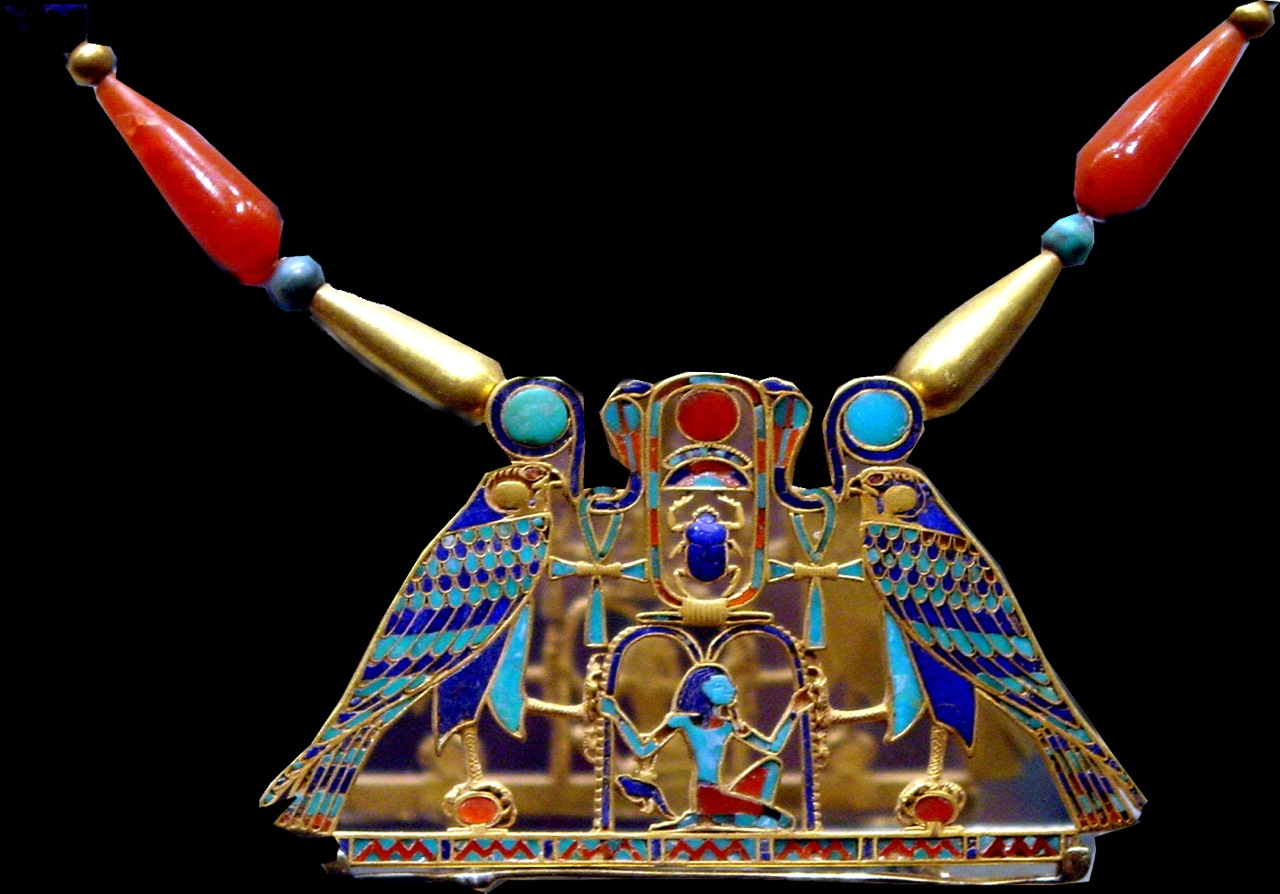
Pectoraal uit het graf van prinses Sithathoriunet